# مالکا اسمولنیتسا
مالکا سمولنیتسا (به بلغاری: Malka Smolnitsa) یک منطقهٔ مسکونی در بلغارستان است که در شهرستان دوبریچکا واقع شده‌است.